# Maladera exigua
Maladera exigua är en skalbaggsart som beskrevs av Brenske 1894. Maladera exigua ingår i släktet Maladera och familjen Melolonthidae. Inga underarter finns listade i Catalogue of Life.